# Frank Morriss
Frank E. Morriss (10 de septiembre de 1927 - 3 de julio de 2013) fue un montador de cine y televisión con más de cincuenta créditos en películas y programas de televisión desde 1968. Colaboró en particular con el director de cine John Badham desde 1974 hasta 2004. El montaje de Morriss de la película Charley Varrick (1973) fue nominado a los Premios Bafta. En 1974 recibió el Premio Primetime Emmy como montador del año por la serie de televisión The Execution of Private Slovik. Morriss fue nominado dos veces al Óscar al mejor montaje por la película Blue Thunder (1983), y por la película Romancing the Stone (1984).
Morriss se graduó en el centro docente Beverly Hills High School en 1946, donde obtuvo tres letras en las actividades deportivas de la universidad. Asistió a la Universidad de Oregón durante dos trimestres. En 1948, Morriss se matriculó en el Santa Monica College.

## Filmografía selecta
- L.A. 2017 (1971-Spielberg).
- El diablo sobre ruedas (1971-Spielberg).
- Charley Varrick (1973-Don Siegel).
- The Execution of Private Slovik (1974-Johnson), TV movie.
- The Law (1974-Badham). TV movie; la primera colaboración de Morriss con Badham.
- Blue Thunder (1983-Badham)
- Romancing the Stone (1984-Zemeckis)
- American Flyers (1985-Badham)
- Cortocircuito (1986-Badham)
- Another Stakeout (1993-Badham)
- Incognito (1997-Badham)
- Brother's Keeper (2002-Badham)
- Evel Knievel (2004-Badham)
- Daydreams of Rudolph Valentino (2006-Kozlov)

## Premios y distinciones
Premios Óscar
| Año  | Categoría     | Película              | Resultado |
| ---- | ------------- | --------------------- | --------- |
| 1984 | Mejor montaje | Blue Thunder          | Nominado  |
| 1985 | Mejor montaje | Tras el corazón verde | Nominado  |